# Opération Birkhahn
 (octobre 2015).
Si vous disposez d'ouvrages ou d'articles de référence ou si vous connaissez des sites web de qualité traitant du thème abordé ici, merci de compléter l'article en donnant les références utiles à sa vérifiabilité et en les liant à la section « Notes et références ».
L'opération Birkhahn (littéralement « coq de bruyère ») est une opération militaire allemande de la Seconde Guerre mondiale.

## But
Cette opération correspond à l'évacuation de la Norvège par les troupes allemandes en 1945.

## Déroulement de l'opération
Cette opération n'a pas eu lieu faute de temps.